# Złota legenda (manuskrypt Biblioteki Narodowej)
Złota legenda (łac. Legenda aurea) – średniowieczny manuskrypt z końca XV w. zawierający tekst Złotej legendy Jakuba de Voragine, przechowywany w Bibliotece Narodowej w Warszawie.

## Historia
Manuskrypt powstał około 1480–1490 w północnych Włoszech, być może w Padwie. Wykonany został na zlecenie Francesca Vendraminiego, członka  wpływowej rodziny weneckiej. Około 1525 należał Krzysztofa Szydłowieckiego, na co wskazuje ekslibris wydrukowany w oficynie Hieronima Wietora. Pod koniec XVIII w. kodeks znajdował się w zbiorach Tadeusza Czackiego w Porycku. W 1818 został zakupiony do kolekcji puławskiej Adama Jerzego Czartoryskiego. Później znalazł się w Bibliotece Ordynacji Zamojskiej w Warszawie, a następnie trafił z jej depozytem do Biblioteki Narodowej. Manuskrypt nosi obecnie sygnaturę Rps BOZ 11 (dawniej BOZ akc. 9 ). Od 2024 manuskrypt prezentowany jest na wystawie stałej w Pałacu Rzeczypospolitej.

## Opis
Pergaminowy kodeks ma wymiary 25,5×17 cm. Zawiera 354 karty + II dodatkowe (704 strony + II karty). Oprawa z deski i skóry pochodzi z 1515, o czym informuje wytłoczona data (możliwe, że została wykonana w Polsce).
Tekst został zapisany przez jednego kopistę minuskułą renesansową w jednej kolumnie. Tekst zdobią niewielkie barwne inicjały ornamentalne.
Manuskrypt ozdobiony jest 84 miniaturami. Większe miniatury, zajmujące całą szerokość kolumny, ukazują epizody z życia świętych. Mniejsze miniatury w prostych kwadratowych ramkach przedstawiają stylizowane zwierzęta oraz fantastyczne stwory. 16 miniatur pozostało nieukończonych, mając jedynie postać szkicu. Nieukończone zostały też niektóre inicjały – w ich miejscu są puste ramki. Iluminacje wykonało dwóch miniaturzystów działających w Padwie i Wenecji: tzw. Mistrz Brewiarza Barozzi i Antonio Maria da Villafora (inne opracowanie określa ich jako Giovanni Pietro Birago i Antonio Mario Sforza).

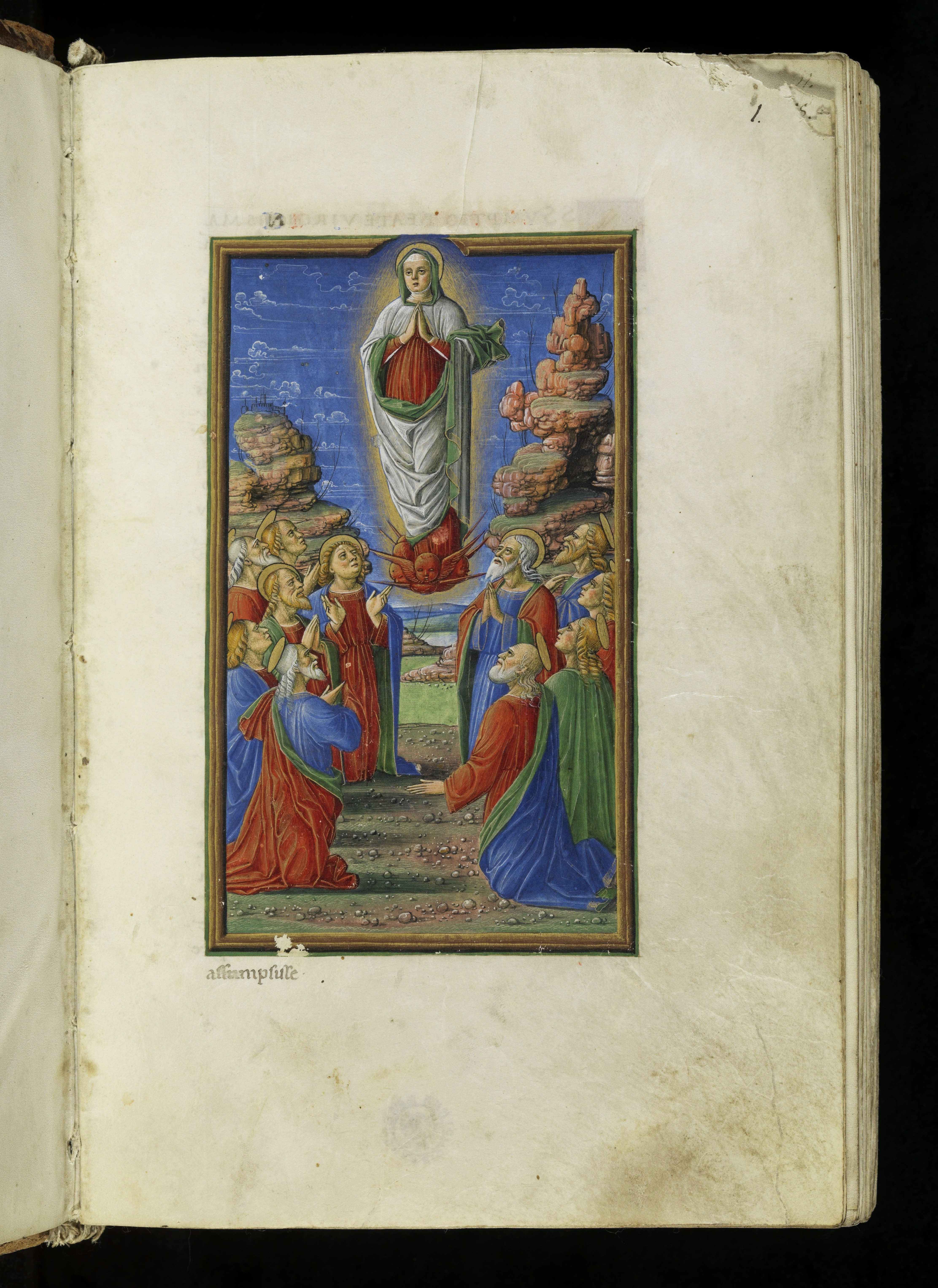
Miniatura całostronicowa
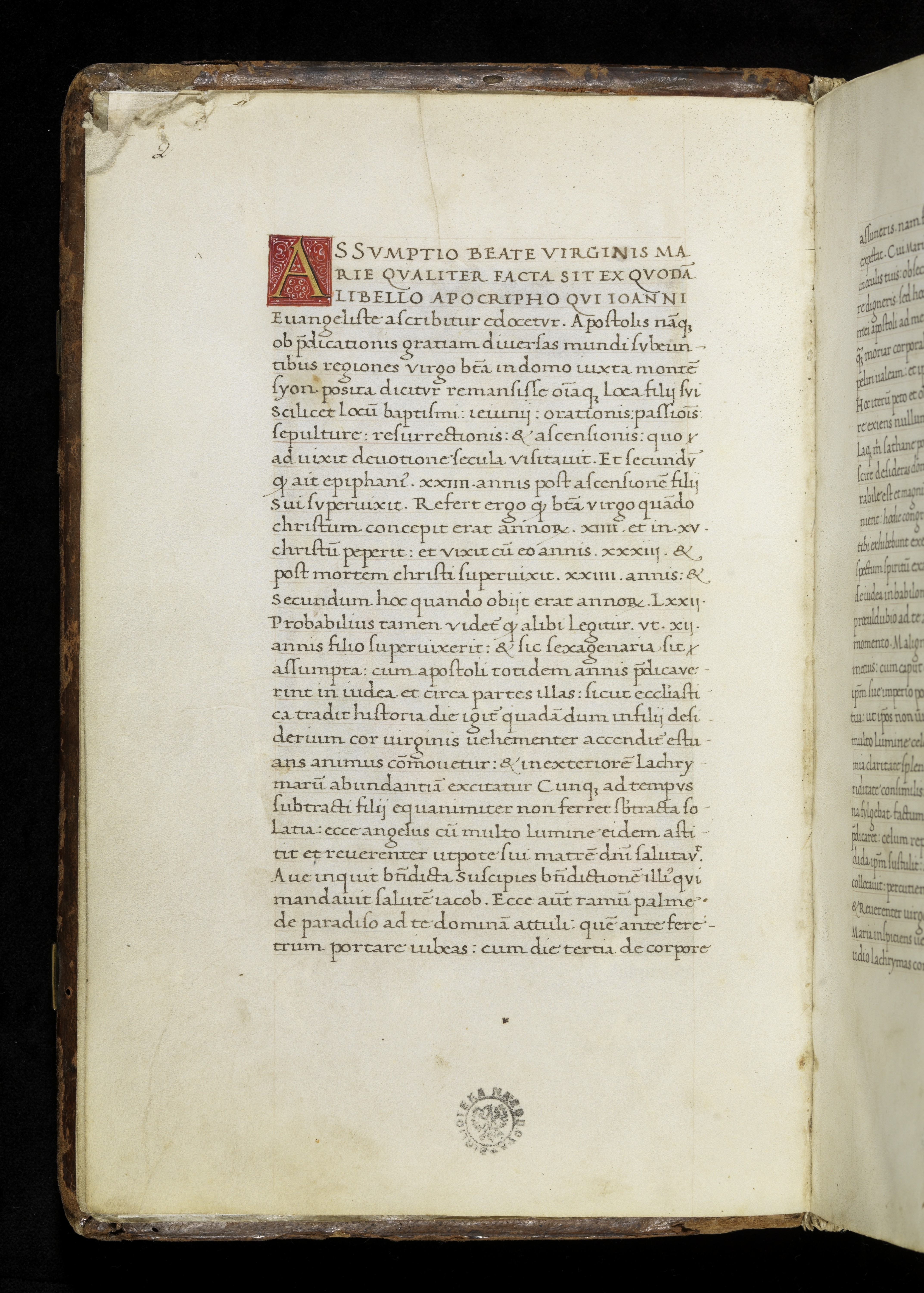
Pierwsza strona tekstu
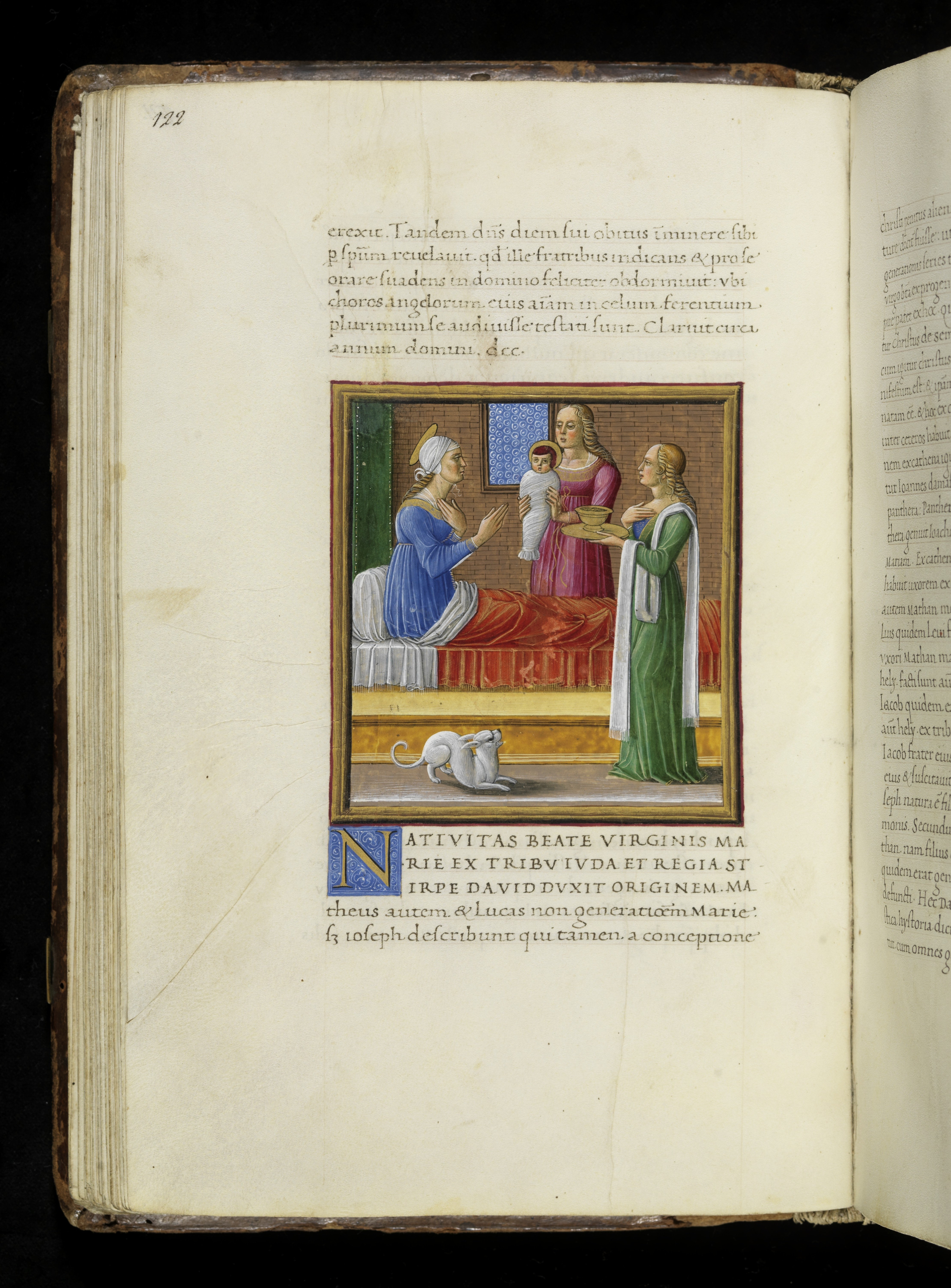
Strona z miniaturą na szerokość kolumny
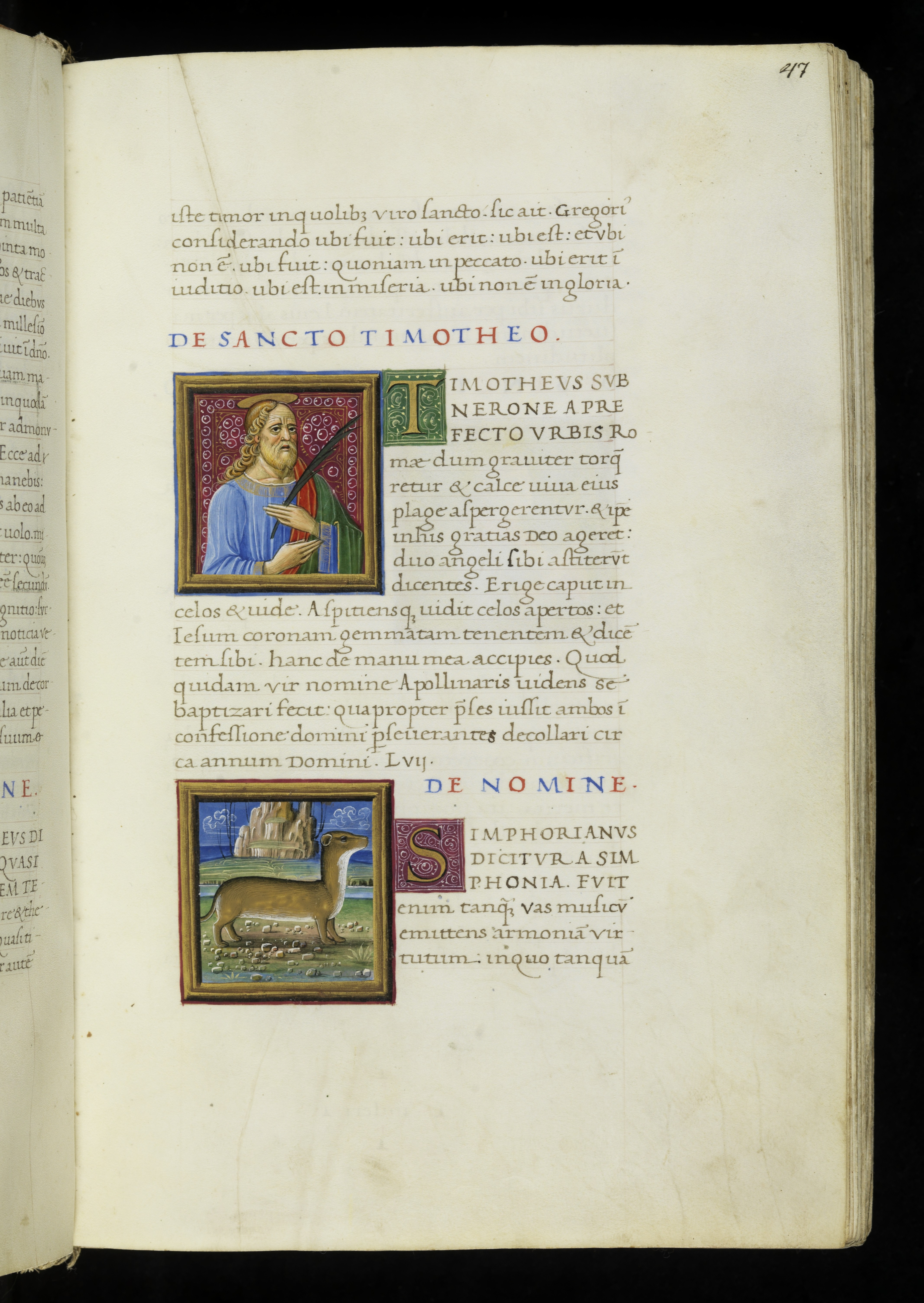
Strona z miniaturami i inicjałami
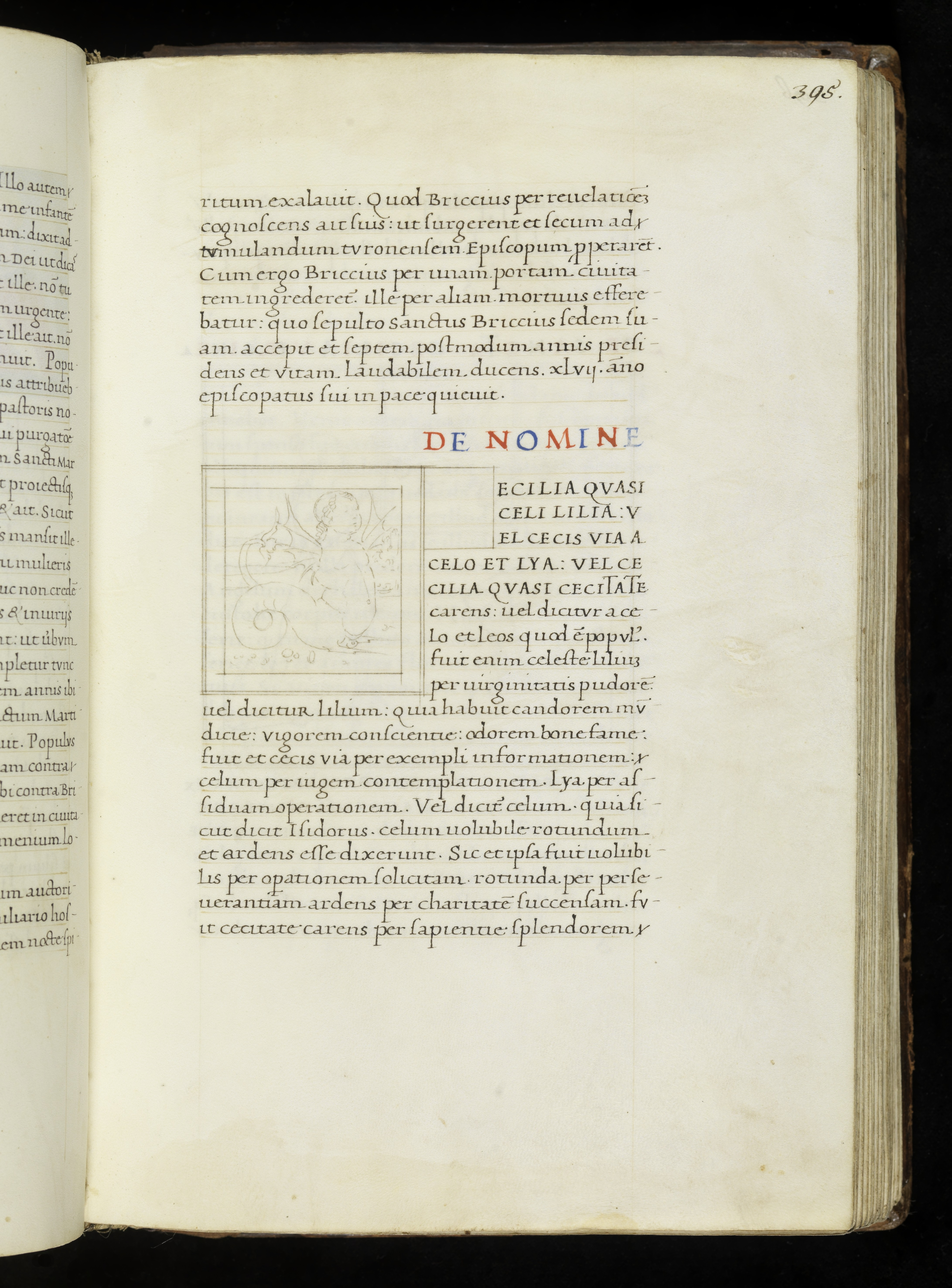
Strona z nieukończoną miniaturą i miejscem na inicjał
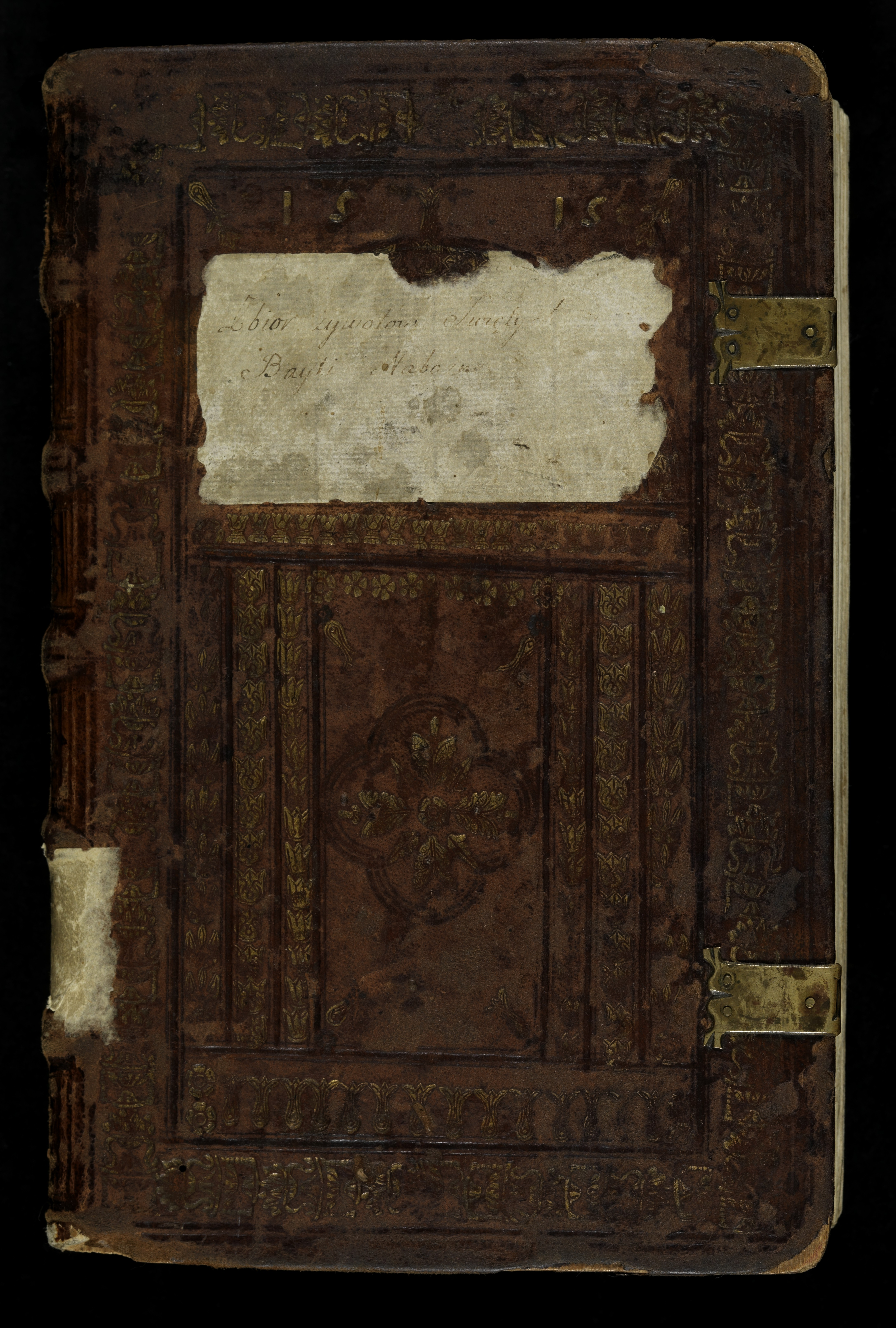
Wytłaczana okładka
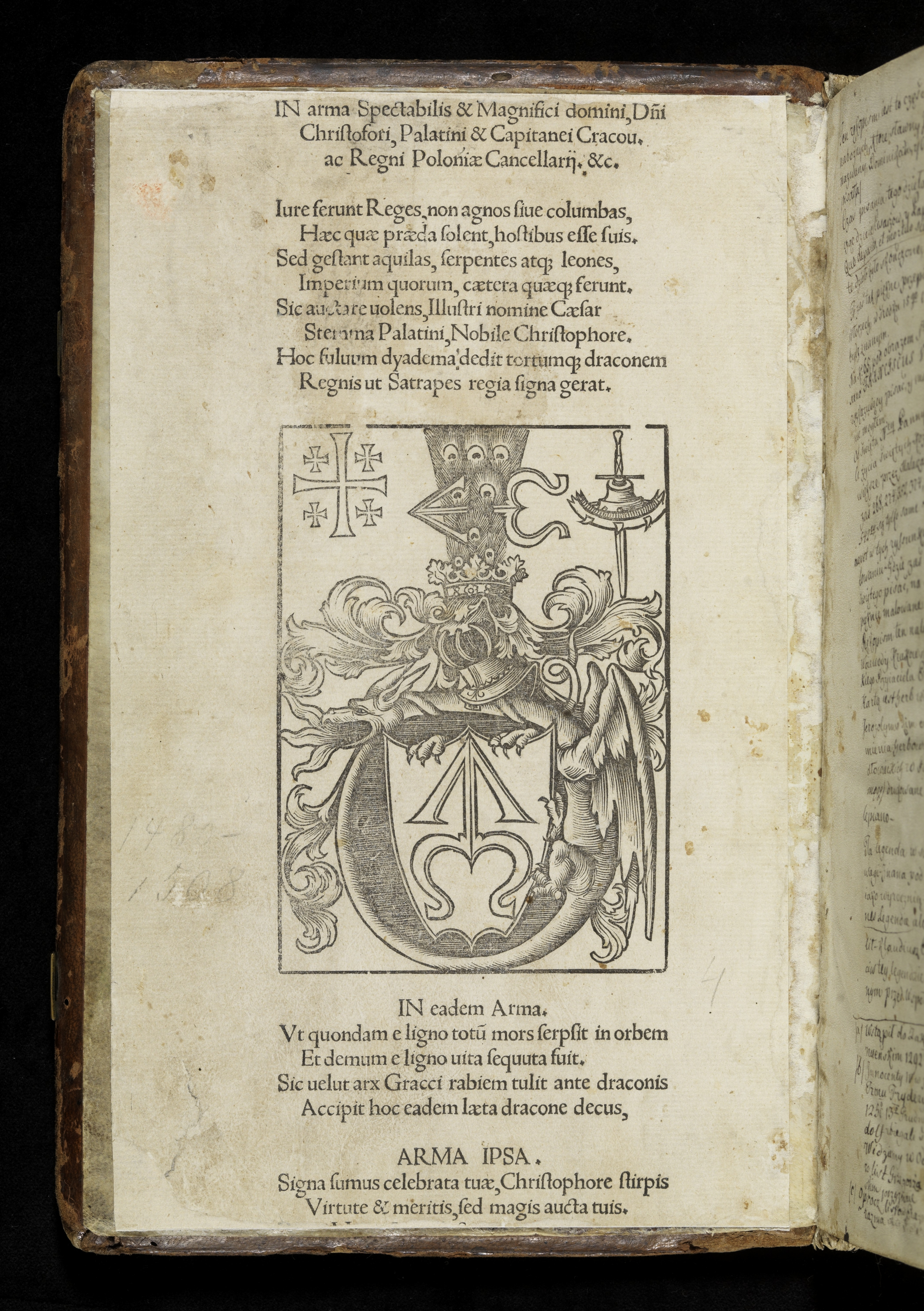
Exlibris Krzysztofa Szydłowieckiego